# 裙

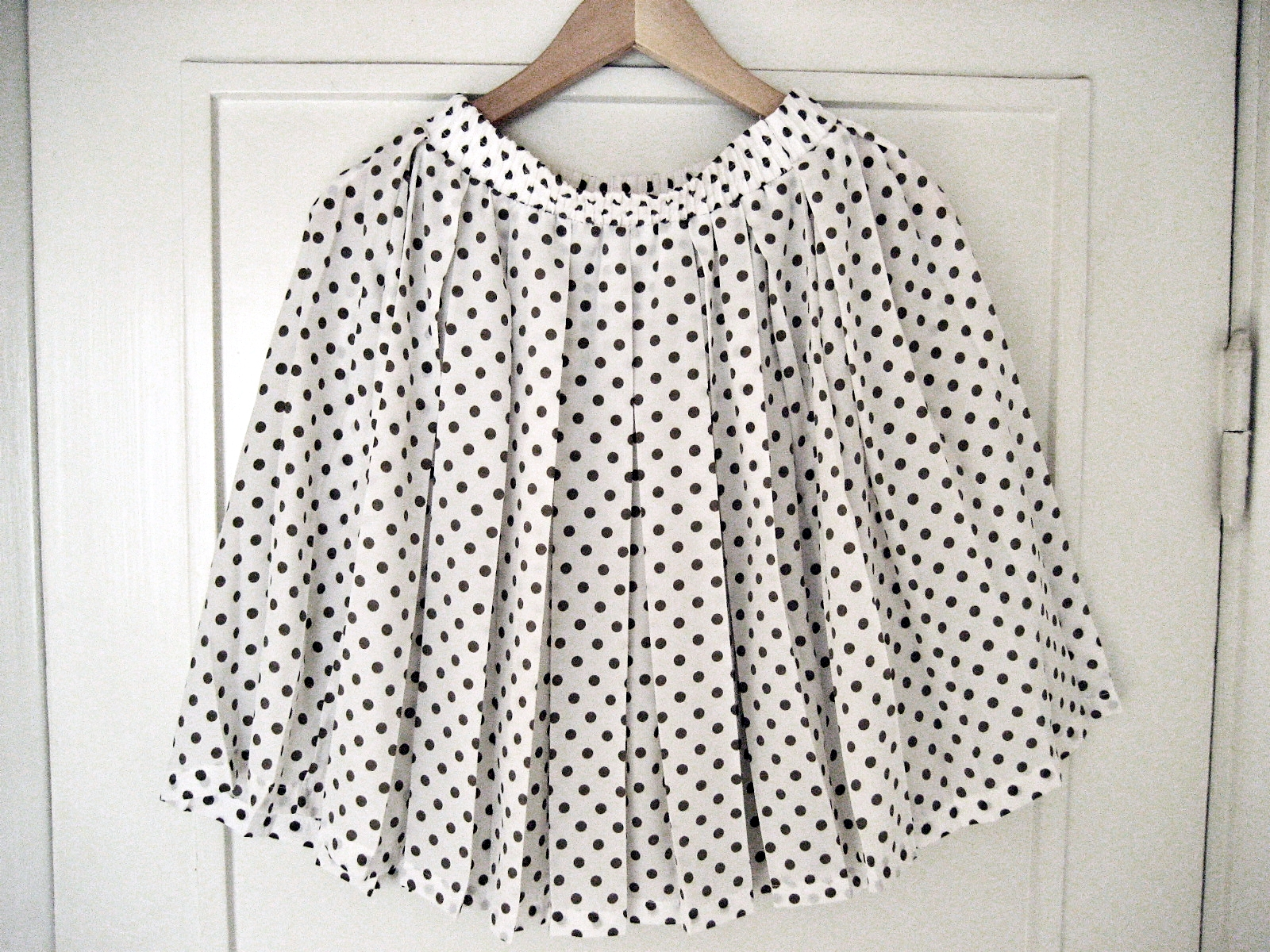
裙子

裙，俗稱裙子，為覆蓋腰身以下，筒形或圓錐形的衣服。與褲不同，襯裙並不開叉，雙腿不用分別穿套（然而，有人把在胯下分開的馬褲套進裙子）。在許多文化中男女都會著裙，但是基於線條搭配審美觀念，以至後來普遍男性認為穿裙的長度和重量，對于行動和工作不甚方便，裙因此常被視為女性的衣著，但也有例外。例如蘇格蘭裙（kilt）被視為蘇格蘭的傳統男性衣著，並逐漸成為世界各地的時尚。

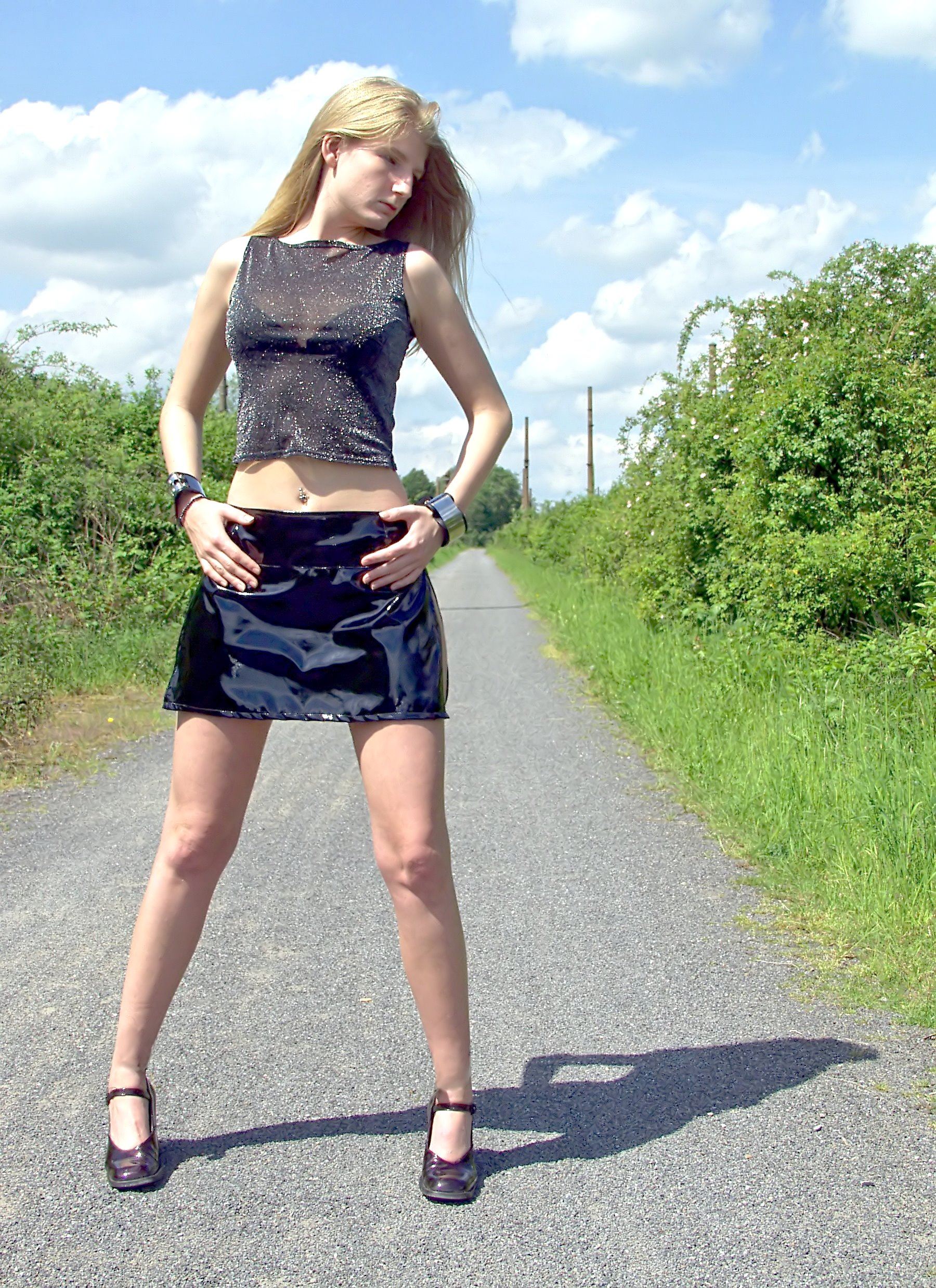
迷你裙

## 裙子的历史
裙子的历史在女性的衣服中是最古老的。从古埃及时就有，开始是把布缠绕在身上或缝成单纯的筒形，到了中世纪，又设计出了应用省缝和喇叭形的裁剪法。由此可见，裙子的制作技术有了显著的进步，并且为以后的发展奠定了牢固的基础。
随着服装整体的装饰化，到了16世纪中期，又有一部份人使用了裙环（hoop，为裙子造型用的一种衬裙），把它放入裙子的里面，使裙子的造型有了膨胀感，在裙子的历史中，被认为最具有豪华与装饰性的是18世纪的洛可可时代。从那时以后，由于法国大革命的爆发，被加以夸张的裙子也一时消失，再次又流行了把硬衬布衬裙（crinoIine，用马尾和麻的混纺布制作的衬裙）放入裙内的裙子，19世纪末期，又出现了在臀部放入后腰垫（bustle）的裙子。
20世纪后，由于第一次世界大战的发生，伴随女性加入社会生活的同时，裙子也变为易于活动的短裙形。第二次世界大战后，像长裙、超短裙等，根据流行出现了各式裙形，直至如今。

## 裙子的分類

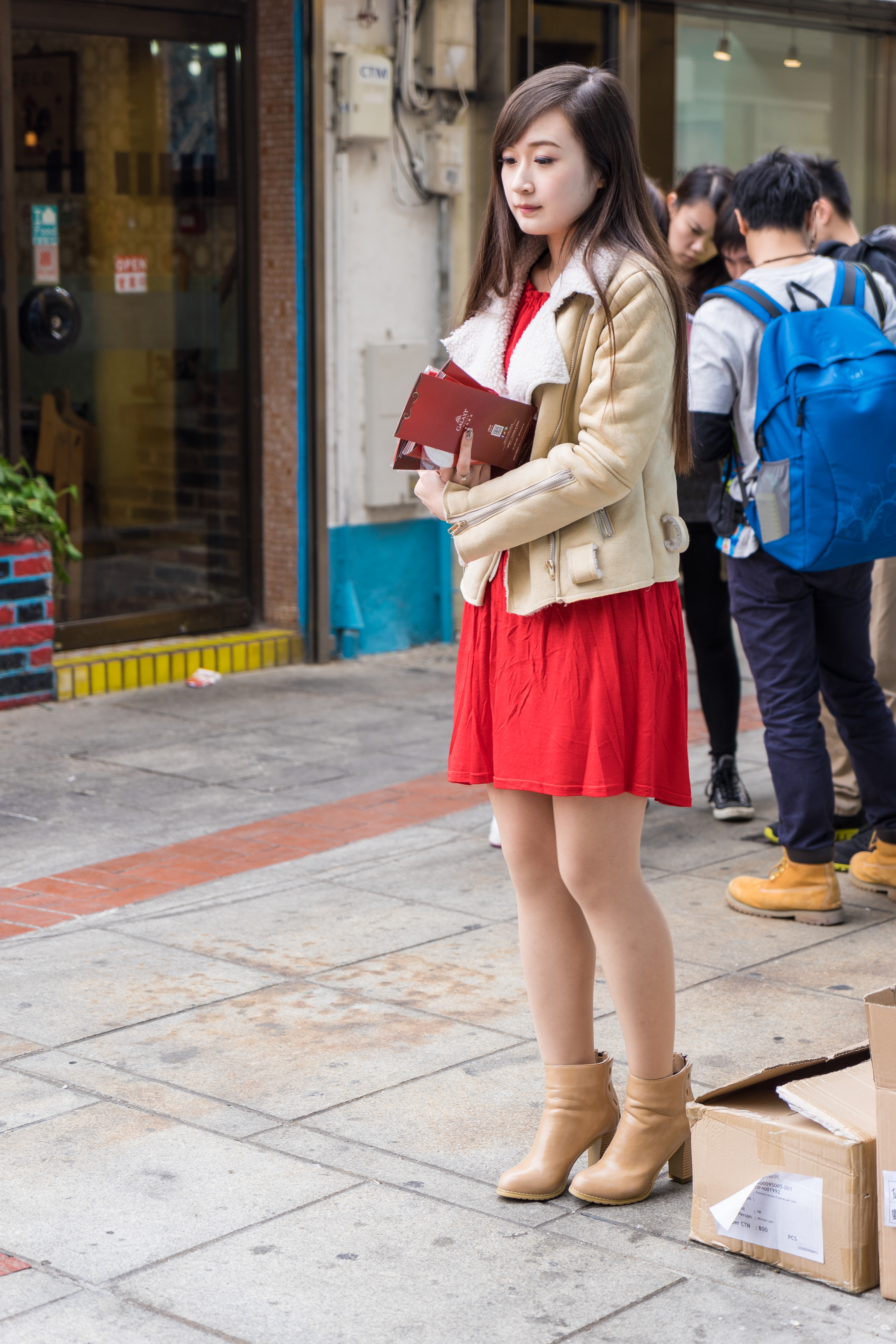
穿着裙子的女士

按裙腰在腰节线的位置区分，有中腰裙、低腰裙、高腰裙；按裙长区分，有长裙（裙摆至胫中以下）、中裙（裙摆至膝以下、胫中以上）、短裙（裙摆至膝以上）和超短裙（裙摆仅及大腿中部）；按裙体外形轮廓区分，可分为统裙、斜裙、缠绕裙三大类。
广义的裙子还包括衬裙，連身裙（連衣裙）、褲裙。

### 统裙

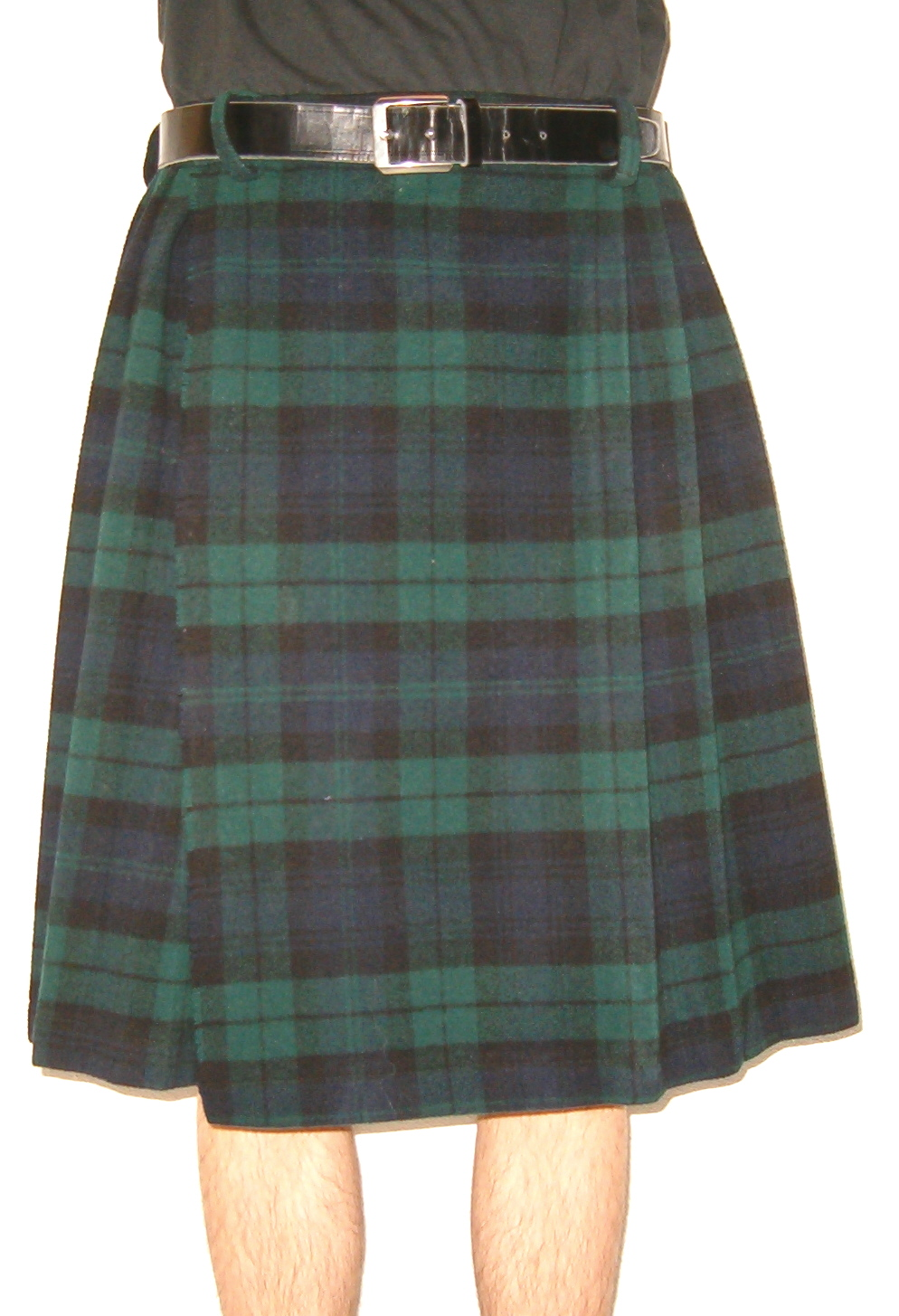
苏格兰裙

从裙腰开始自然垂落的筒状或管状裙。又称筒裙、直裙、直统裙。常见的有旗袍裙、西装裙、夹克裙、围裹裙、鉛筆裙等。
- 旗袍裙。左右侧缝开衩。因造型与旗袍中腰以下部分相同而得名。多选用丝绸、丝绒、锦缎、羊毛绒等面料裁制。
- 西装裙。又稱窄裙、一步裙，通常采用收颡、打褶等方法使裙体合身。因与西装上衣配套穿着而得名。多选用呢、绒、化纤混纺织物和针织面料裁制。
- 夹克裙注重拼缝装饰，在缝合处缉明线，有横插袋或明贴袋，后裙摆开衩或前中缝开门，也可采用暗褶。因与夹克衫的装饰特点相近而得名。多以坚固呢、小帆布等比较厚实的面料裁制。
- 围裹裙。从裙腰至摆开口的裙片 ，通常在前身交叠，以纽带系合。因围裹式穿着而得名。面料不限。也可不用纽带，围裹下体后将余幅塞入裙腰。

### 斜裙
由腰部至下摆斜向展开略呈A字形的裙。多用棉布、丝绸、薄呢料和化纤织物等裁制。按裙型构成可分为单片斜裙和多片斜裙。单片斜裙又称圆台裙。是将一块幅宽与长度等同的面料，在中央挖剪出腰围洞的裙，宜选用软薄面料裁制。多片斜裙由两片以上的扇形面料纵向拼接构成。通常以片数命名，有两片斜裙、4片斜裙、16片斜裙等。
- 钟形裙。外形似钟的裙。腰部常以褶饰使裙体蓬起，内加衬里或亚麻布质的衬裙。
- 喇叭裙。裙体上部与腰臀紧密贴附，由臀线斜向下展开，形似喇叭状。
- 超短裙。又稱迷你裙，指長度較短不過膝，僅能遮蓋住一部份大腿甚至僅遮蓋臀部的裙子。
- 褶裙。有定型褶的裙。通常采用可塑性高的面料，加热压出褶形。有百褶裙、褶裥裙等。百褶裙的裙体为等宽一边倒的明褶和暗褶。褶裥裙通常在臀围以上部位为收拢缉缝的裥，臀围线以下为烫出的活褶。褶裥裙的褶裥一般比百褶裙宽，并富于变化。
- 节裙。又称塔裙、蛋糕裙。裙体以多层次的横向多片剪接，外形如同塔状。通常为曳地长裙，每节裙片抽碎褶，产生波浪效果。19世纪初盛行于欧洲皇室，多用于隆重的社交场合。现已将节裙改短，便于日常穿着。

### 缠绕裙
用布料缠绕躯干和腿部，用立体裁剪法裁制的裙。因缠绕方法不一，裙式也多种多样。缠绕裙常作为晚礼服，当人体动作时，裙体绉褶的光影效果给人以韵律美感。

## 男裙
在西方文明里，裙子，连衣裙与其他类似的服装通常被被认为是女装，虽然历史上并不是这样。虽然，一些设计师如讓-保羅·高緹耶设计了男裙，苏格兰裙在一些场合下被广泛接受，男士着裙的现象一般在異性裝扮的时候才能看到。如今，男性穿裙的風氣也逐漸流行。

## 延伸阅读
[在维基数据编辑]
 《欽定古今圖書集成·經濟彙編·禮儀典·裙部》，出自陈梦雷《古今圖書集成》